# لافت (قشم)

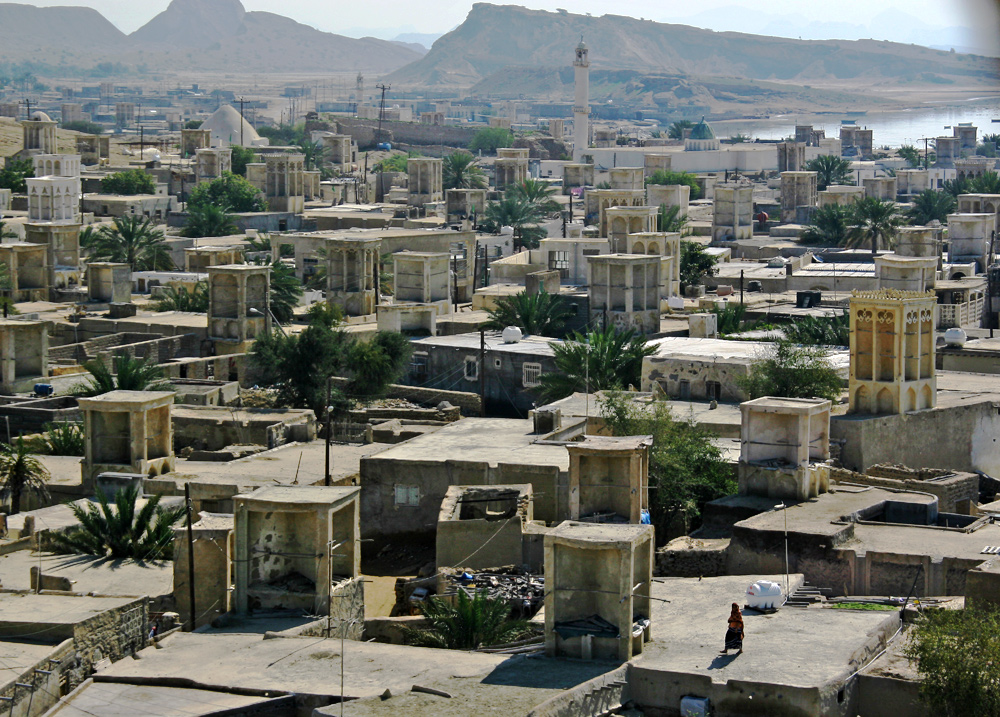
نمایی از بندر لافت، بندر بادگیرها

بندر لافت، شهری در بخش مرکزی شهرستان قشم در استان هرمزگان واقع در جنوب ایران است.
این بندر تاریخی در شمال‌غربی جزیره قشم و نزدیک‌ترین فاصله را با سرزمین اصلی (بندر پل) دارد.

## چاه های تلا
یکی از جاذبه‌های شاخص لافت، وجود تعداد زیادی چاه با عمق 3 تا 6 متر در روستا است که آب شیرین، شور، گرم یا سرد دارند. بر طبق نظر ساکنان، سازنده این چاه‌ها شخصی به نام خواجه کریم یا خواجه کرم بوده و در گذشته تعداد آن‌ها به نشان روزهای سال‌های کبیسه به 366 عدد می‌رسیده است. در روزگاران قدیم در فصول پر بارش، این چاه‌ها پر از آب می شده و ساکنان روستا دَرِ آن‌ها را می‌پوشانده‌اند تا در طول سال هر روز در یکی از آن‌ها را باز و از آب آن استفاده کنند. چاه‌های تلا در میان مردم از قداست خاصی برخوردارند و بنا بر عقیده آن‌ها، درختان روستا گواهی بر وجود آب شیرین در چاه‌های تلا هستند و از این چاه‌ها محافظت می‌کنند.
امروزه تنها 33 عدد از این چاه‌ها باقی‌مانده است که بر اساس شکل چاه و نوع آب دارای نام‌های متفاوتی هستند. برخی از این نام‌ها عبارت‌اند از:
سردو، لوبنی، درجلایی، دومارون، ستبی(سگی)، ریگی، تلخو، عاشوری، کنتی، کناری، میون طلایی، پا سقی(پاسگی)، لوفراعونی، کمی زیارتی، گروی(گربه)، لو فرانی، لوهنگامی، کربی، لوری کنیزون، بورکی، بورکی، غرابو، زی دل غرابو، دری گوزی
مکان یابی چاه‌های تلا بسیار هوشمندانه بوده و به گونه‌ای است که پس از بارش‌های رگباری آب را در خود حفظ می‌کنند تا به عنوان تنها منبع آب شیرین مورد استفاده مردم قرار گیرند. تپه مشرف بر این چاه‌ها سطح سنگیِ مرجانی دارد و آب باران را به چاه‌ها هدایت می‌کند. کف چاه‌ها به لایه‌های گچی می‌رسد و به همین دلیل آب را برای مدتی طولانی، سالم و خنک نگه می‌دارند.
نام اصلی این چاه‌ها، تلاو است که از دو بخش تل و آو تشکیل شده و معنای "آب برگرفته شده از شیب تل (تپه)" می‌دهد؛ اما بعضی به غلط و شاید به دلیل ارزش بسیار زیاد آب در جزیره به این چاه‌ها عنوان چاه‌های طلا را داده‌اند. کارشناسان قدمت این چاه‌ها را مربوط به تاریخ پیش از اسلام و دوره هخامنشی یا ساسانی می‌دانند. نام این چاه‌ها از تاریخ ۲۷ دی ۱۳۷۷ با شماره ثبت ۲۱۹۵ در فهرست آثار ملی ایران قرار دارد.
دسترسی : چاه‌های تلا در دامنه بام لافت در جنوب‌شرقی بافت قدیم بندر قرار دارند و درجوار قلعه تاریخی لافت، در میان یک گودال سنگی دیده می‌شوند.

## خانه دکتر نادعلیان در لافت

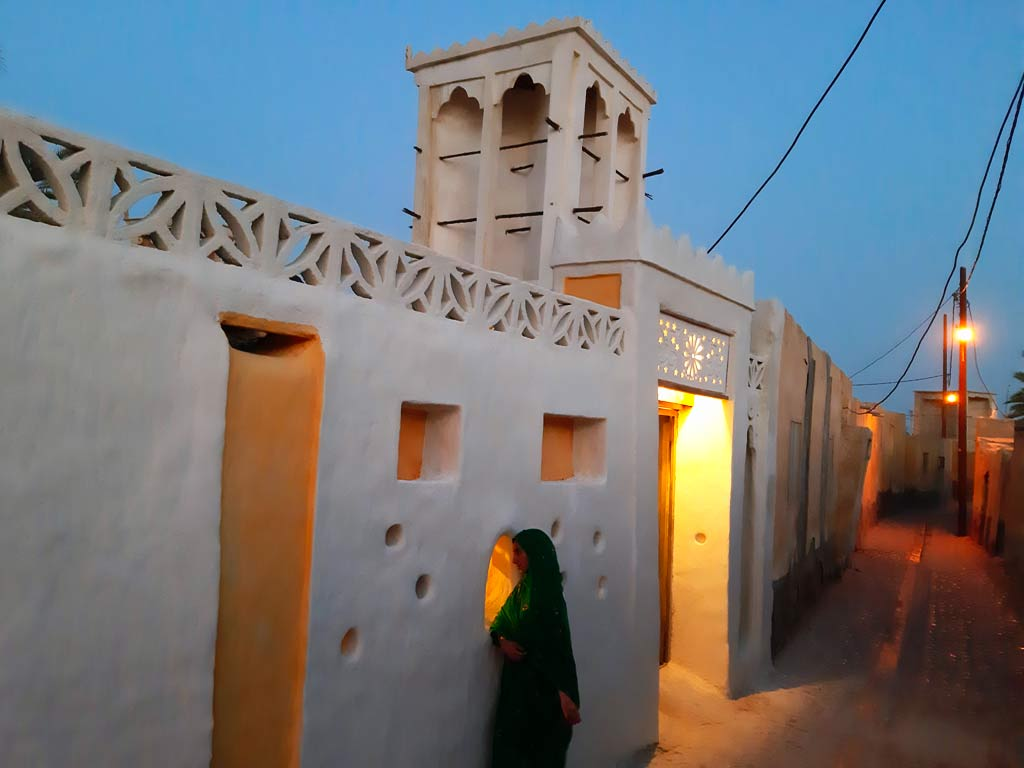
خانه دکتر نادعلیان در لافت

خانه دکتر نادعلیان در کوچه اصلی و مرکز بافت تاریخی لافت واقع شده است. این خانه به هنرکده ای برای دختران و زنان لافت تبدیل شده است. در بخشی از خانه کارگاهی وجود دارد که دختران و زنان آثار هنری تولید می کنند. در قسمت ورودی خانه یک نگارخانه وجود دارد که در آن آثار هنری و صنایع دستی زنان روستاهای جزیره قشم به فروش می رسد. حتی زمانیکه درب خانه بسته است بواسطه پنجره کوچک و هفت روزنه این امکان وجود دارد که مفهوم هنر درک شود. پس از اسکن کردن کد کیو آر و شنیدن صدای دیوار می توان آثاری را از روزنه‌ها تماشا کرد، همچنین لمس کردن حجم با دست در روزنه‌ای که با چشم نمی توان آن را دید، بوئیدن رایحه در یک روزنه، صحبت کردن در یک حفره بزرگ که کیفیت صدا تغییر می‌کند، مفهوم هنر در دیوار و پس آن درک می شود.   

## پیشینه تاریخی
بندر لافت در گذشته به مدت طولانی مرکزیت جزیره قشم بوده و ایامی هم نام تمام جزیره لافت بوده . مردان لافت از گذشته تا روزگاران نه چندان دور با لنج‌های بادبانی اقیانوس پیمایی و با کشورهای آفریقایی و کشور هند تجارت می‌کردند به گونه‌ای که هنوز هستند پیرمردان که بر زبان‌های هندی، سواحلی، عربی، انگلیسی و... تسلط کامل دارند و این مردان نقش به سزایی در گسترش اسلام در شبه قاره هند داشتند.
همچنین افراد زیادی در بندرلافت هستند که در کشور هند به خاطر ازدواج پدرانشان در آنجا خواهر و برادر دارند
چهره طبیعی روستای لافت در میان درختان سبز گرمسیری و نخلستان‌های بلند، همراه با زیبایی خیره‌کننده دریا و جنگل شناور حرا برای هر تازه‌واردی جذاب و قابل توجه‌است.
سبک معماری خانه‌های روستا نیز بسیار جالب و دیدنی است بارزترین خصیصه معماری این روستا، بادگیرهای فراوان آن در اندازه‌های مختلف است. بناهای روستا خیلی نزدیک به هم ساخته شده و کوچه‌های آن نیز بسیار تنگ و باریک هستند. بادگیرهای کوچک و بزرگ خانه‌های روستایی که در میان باغ‌ها و نخلستان‌ها قرار گرفته‌اند، شکوه و زیبایی خاصی به این روستای ساحلی بخشیده‌اند.
از معماران به نام بادگیرهای منحصر به فرد و زیبا بندر لافت استاد احمد صالح ابراهیم(احمد سفاری) و استاد حاج یحیی استاد احمد (یحیی سفاری) است.

## موقعیت جغرافیایی
بندر لافت در شمال غربی جزیره قشم و در پیش‌آمدگی خشکی‌های جزیره در طول جغرافیایی ۵۵ درجه و ۵ دقیقه شرقی و عرض ۲۶ درجه و۵۴ دقیقه شمالی واقع شده‌است لافت در شرق جنگل حرا واقع شده و به لحاظ تقسیمات سیاسی یکی از مراکز جمعیتی بخش مرکزی در شهرستان قشم در استان هرمزگان است.

## شرایط اقلیمی
لافت از لحاظ تقسیمات اقلیمی تابستانی ایران، در منطقه خیلی گرم و مرطوب و از نظر تقسیمات زمستانی، در منطقه گرم و مرطوب قرار گرفته‌است. هوای پر رطوبت و شرجی جزیره قشم، ماه‌های اندکی از سال را برای غیربومی‌ها تحمل پذیر کرده‌است. بیشینه دمای مطلق ۴۶ و کمینه آن ۰ صفر درجه سانتی‌گراد . میانگین سالانه درجه حرارت ۲۶ درجه سانتی‌گراد و میانگین روزانه بیشینه و کمینه به ترتیب ۳۳ و ۱۸ درجه سانتی‌گراد هستند. مهم‌ترین هوایی که موجب بارندگی شود جریان هوای مرطوب غرب و شمال است.

## علل پیدایش
دلایل پیدایش و شکل‌گیری شهر لافت به عنوان یک مجتمع زیستی عبارتند از:
- وجود راه دریایی و تسهیل ارتباط دریایی
- وجود جنگل‌های حرا
- وجود یک خور که یک موج بند طبیعی بی نظیر است ، 
- وجود آب شیرین (چاه‌های تلال – تل + آب – و آب‌انبار)
- نزدیکی به خشکی ایران
- بادهای موسمی

## بافت روستایی
بافت شهر در مراحل مختلف گسترش یافته‌است. با توجه به وضع کالبدی روستا، بافت روستا را می‌توان به ۳ بخش مختلف تقسیم کرد:
الف – بافت قدیمی و اصلی
قسمت قدیمی روستا شامل هسته اولیه در بخش مرکزی ساخت و سازهای فعلی بوده و در حد فاصل دریا و تپه‌های اطراف چاه‌های آب شکل گرفته‌است و این بافت به طول تقریبی یک کیلومتر و عرض متوسط ۱۷۰ متر در چند راستای اصلی به موازات امتداد ساحل واقع است. مساجد این بافت (۴ مسجد از ۷ مسجد لافت) در عمل محله‌هایی را در طول بافت تعریف کرده‌اند. این محله‌ها به مراکز مساجد شکل گرفته‌اند. در عین حال، بافت قدیمی شهر یکپارچه و پیوسته است .
ب – ساخت سازهای قسمت جنوب شرقی شهر
این ساخت و سازها به صورت پراکنده و با تراکم ساختمانی و جمعیتی اندک، در دامنه تپه‌ها و زمین‌های مسطح اطراف، با فاصله از دریا شکل گرفته که موجب جهت دهی توسعه روستا شده و شکل‌گیری آن به تدریج و به‌طور پیوسته انجام گرفته‌است. در داخل تپه مرکزی و حد فاصل این ساخت و سازها و بافت قدیم شهر، خدمات آموزشی ، بهداشتی، درمانی و تأسیسات و تجهیزات لافت به وجود آمده‌است .
پ – ساخت و سازهای بخش شمالی
در سطحی محدودتر و با پراکندگی بیشتر نسبت به ساخت و سازهای جنوب شرقی و در شیب تند تر تپه ماهورها شکل گرفته‌است با گذشت زمان و توجه به جنبه‌های اقتصاد آزاد توسعه در جهت شمال و به سوی قشم صورت گرفته، عواملی مانند طرح جامع و طراحی‌هایی در این شکل‌گیری تأثیرات به سزایی دارند.

## ویژگی‌های معماری
تمام خانه‌ها حیاط مرکزی و بادگیر دارند.
خانه‌ها هر چند سال یک بار به روش‌های سنتی مرمت شده و بنابراین به شکل اولیه خود باقی‌مانده‌اند و به همین علت ، حدس زدن سن آن‌ها دشوار است.
اهداف اصلی معماری لافت مقابله با شرایط طاقت فرسای اقلیمی، و نیز حفظ ارزش‌های مذهبی خانواده است.
ترکیب اتاق‌ها و راهروها و ارتباط آن‌ها با حیاط، تحت تأثیر معماری نواحی مرکزی و حاشیه کویری ایران است.
مراکز محله‌ها ، حول مساجد شکل گرفته‌اند و از میدان به مفهوم رایج آن در معماری ایرانی خبری نیست.

## بناهای شاخص و عمومی

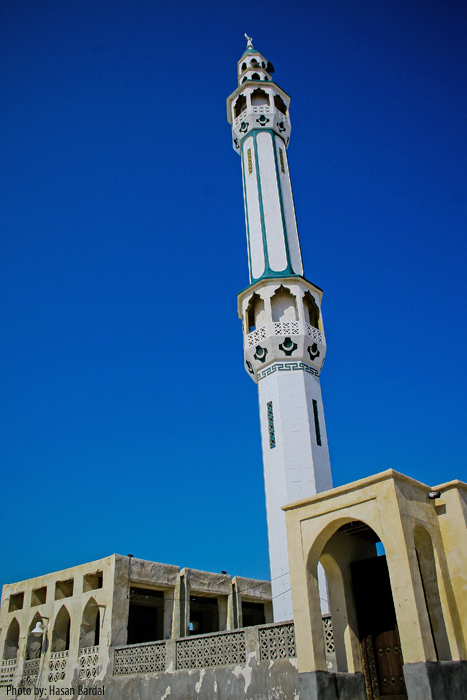
مسجد عمر بن خطاب در بندر لافت

- شاخص‌ترین بناهای عمومی در سطح روستا مساجد آن است که در نقاط مختلف روستا کانون‌های محله‌ای را ایجاد کرده‌اند. روستای لافت دارای مسجد به نام‌های مسجد جامع حضرت رسول (ص) ، (مسجد جامع)، مسجد ابوبکر صدیق (ره)، مسجد عمر ابن الخطاب (ره)، مسجد عثمان ذی النورین (ره)، مسجد امیرالمؤمنین علی (ع)، مسجد حسین (ع), سجد امام شافعی (ره)مسجد حمزه سیدالشهدا و مسجد تازه تأسیس شده نور و ایمان می‌باشد.
- بناهای آموزشی روستای لافت عبارتند از، مدرسه ابتدایی ام کلثوم (س) و بانو زینب (س) ، مدرسه ابتدایی مدرس و پویا، مدرسه راهنمایی کوثر و دبیرستان راهنمایی علامه طباطبایی که بیشتر در بخش جنوب شرقی در پشت تپه‌های میانی روستا واقع‌اند.
- بناهای خدماتی درمانی روستای لافت عبارتند از خانه بهداشت و مرکز بهداشتی – درمانی لافت در بخش جنوب شرقی روستا
- کارگاه‌های لنج‌سازی (در دو نقطه از روستا – شمال غرب و جنوب غرب – در جوار ساحل دریا فعال اند)
- سایر بناهای خدمات عمومی از قبیل بانک ملی – بانک صادرات – مخابرات (هواسنجی + باران سنجی).
- پاسگاه لافت و ساختمان ناحیه مقاومت بلال حبشی و کانون جوانان بسیج.

## سیمای کلی شهر
سیمای عمومی شهر در بافت قدیم و جدید مقاومت است. در بافت قدیم، سیمای عمومی لافت، منظره‌ای اخرایی رنگ با بافتی فشرده و کوچه‌های کم عرض دارد که عناصر شاخص عمودی – بادگیرها – در آن جلب توجه می‌کنند. در این بافت مساجد سفید رنگ که بیشتر آن مناره دارند، خودنمایی می‌کنند. اما در این بافت جدید، همان سیمای رایج شهری دیده می‌شود. در این بافت، تراکم ساختمانی کمتر، معابر گشوده تر و اطراف مساجد خالی تر شده است ، لذا مرکز محله مفهوم خود را تا حدی از دست داده است.
دسترسی اصلی به روستا از طرف قشم، از بخش شمالی روستا است. در بافت قدیم روستا مسیرهای اصلی به صورت شمالی – جنوبی شکل گرفته‌اند. این مسیرها نقاط عطف روستا یعنی مساجد را به هم پیوند می‌دهند. همچنین یک مسیر ساحلی آسفالته، دسترسی‌های سریع و سواره را تأمین می‌کند. در بالاترین لایه بافت جهت هدایت آبهای سطحی به سمت چاه‌های تلا و آب و انبار، اغلب کوه‌های منتهی به خانه‌های بالایی بافت – واقع در دامنه تپه‌ها – بن‌بست هستند. در بخش‌های جنوب شرقی وشمالی روستا، معابر تعریف ویژه‌ای ندارند. فضاهای وسیع لابلای بافت پراکنده، نقش معابر را دارند.
در حال حاضر راه آسفالت در امتداد ساحل دریا دسترسی اصلی سواره در کل روستا است.

## تأمین آب
سیستم تأمین آب روستای لافت براساس جمع‌آوری آب‌های سطحی از تپه‌های میانی روستا است. آب‌های سطحی ناشی از باران‌های ناگهانی و سیل آسایی که گاه بر جزیره می‌بارد، در مجراهای طبیعی و مصنوع تپه‌ها، جاری می‌شود و با هدایت از مسیر احداثی کنار بافت بالایی روستا به طرف مجموعه چاه‌های تلا و آب‌انبار اصلی ورستا جاری می‌شوند.
شکل‌گیری بافت در لایه بالایی آن به صورتی است که آب جاری از تپه‌ها، وارد بافت نشود. در روزهای بارانی شدید، در محدوده چاه‌ها دریاچه‌ای تشکیل شده و آب‌انبار اصلی روستا پر از آب می‌شود. در این ایام این محل به عنوان یک مکان تفریحی در سطح منقطه قشم مورد استفاده قرار می‌گیرد. سرریز آب چاه‌ها و آب‌انبار از محوطه اطراف مسجد جامع به دریا می‌ریزد.
در حال حاضر با امکان تغییر آب از شهر قشم توسط مخزن‌های سیار آب، در حیاط هر واحد مسکونی آب‌انباری در داخل زمین تعبیه شده‌است. 
در حال حاضر شهر لافت به سیستم لوله کشی شهری وصل شده است هرچند که به صورت دائم در لوله ها آب جاری نیست و در هفته یا گاهی ماه به نوبت محله به محله آبگیری میشه،که بازم مخزنهای قدیمی خانه ها که  برکه  بهش میگن در موقع آبگیری چند ساعته محله برای ذخیره آب شهری استفاده میشه .

## پوشش مردم
مردان لباس‌های معمولی و برخی از آن‌ها لباس‌های سنتی (دشداشه و عمامه سفید) می‌پوشند، زنان لباس‌های سنتی می‌پوشند و روسری‌های لیو (عری) بر سر می‌کنند، آن‌ها برقع (روبند) می‌گذارند اما دختران قبل از ازدواج مجبور به استفاده از آن نیستند. این سنت نیز مانند رسوم دیگر رو به فراموشی است. در هنگام نماز، زن‌ها کیسه‌هایی به پاها می‌کنند که یادگار زمان‌های گذشته‌است.

## گویش
لافتی‌ها به گویشی ویژه از لهجه جزیرتی سخن می‌گویند که به گویش قشمی و فارسی بندری بسیار نزدیک است. رسانه تلویزیون در خانه‌ها نقش به سزایی دارد و بر گویش مردم اثر گذاشته است. سالمندها به جای لیوان واژه گلاس و به جای شکلات واژه چاکلت را به کار می‌برند که شاید ریشه در تاریخ استعماری منطقه داشته باشد. ابزار و وسایل برقی و کالاهای خانگی خارجی و به همراه آن آداب و فرهنگ از آن طرف آب وارد می‌شود و به آرامی جلوه‌های فرهنگی را تغییر می‌دهد.

## مشاغل
لنج سازی
این شغل چند سالی است که از رونق افتاده است. کارگاه لنج‌سازی در مدخل ورودی لافت در کنار دریا قرار دارد و خود بخشی از روستا به‌شمار می‌آید .
لنج داری
این افراد کالا را از بندرعباس به دوبی یا بندرهای پاکستان می‌بردند و اغلب خود در لنج کار نمی‌کنند. به‌طور معمول هر سفر ۱۰ روز طول می‌کشد و متناسب با بزرگی و کوچکی لنج هر سرویس حدود ۴۰ میلیون ریال درآمد دارد که نیمی از آن به صاحب لنج و نیم دیگر سهم ملوان‌ها می‌شود .
صیادی
این شغل در حال حاضر حضور کمرنگی در بین مشاغل دیگر دارد و افراد شاید تنها برای مصرف خانوادگی خود صید می‌کنند .

## مساجد
در معماری لافت، مساجد مانند مراکزی شاخص بافت‌های مسکونی را گرد خود آورده‌اند. مسجد جامع به عنوان مرکز اصلی لافت در کنار چاه‌های تلا و آب‌انبار مرکز روستاست و مساجد دیگر از جمله مسجد ابوبکر صدیق و مسجد عمربن خطالب، مرکز محله‌های کوچک‌تری را در جاهای دیگری از بافت ایجاد کرده‌اند.
در هنگام اذان اکثر مردم لافت در هر کجا که باشند دست از کار می‌کشند و به صف‌های نماز در مسجدها می‌پیوندند. در زمان بانگ اذان حرکت مردم به سمت مسجد و تغییرات رفتاری آن‌ها حادثه زیادی است. زن‌ها جز شب‌های جمعه و اعیاد در مسجدها حضور ندارند و یکی از دلایل آن نبودن مکانی خاص ایشان است.
شکل و کارکرد مسجد
مساجد با ظاهر تک مناره، مانند جاهای دیگر، نشان اهل تسنن بودن اهالی هستند؛ و مسجد در این جزیره نه تنها مکان عبادت خداوند بلکه مانند گذشته به عنوان هسته‌های فرهنگی – اجتماعی مجله‌های عمل می‌کند وجود شخصیتی به عنوان امام جمعه و حضور بچه‌ها در اعیاد مختلف و مراسم قرآن خوانی نشانگر شور و تکاپوی این فاضاهاست. در بیشتر خانه‌ها دست کم یک تصویر از مکه معظمه بر دیوار آویخته‌اند. بیشتر مردم با قرآن بسیار مأنوس اند اما به زعم خود این مقدار را بسیار اندک می‌دانند.

## آثار تاریخی
این روستا علاوه بر زیبایی‌های تحسین‌برانگیز طبیعی خود، آثار ارزشمند تاریخ را نیز در خود جای داده‌است که اهم آن‌ها عبارت‌اند از: قلعه لافت محل حکومت  خاندان آل معین و القواسم ،چاه‌های تلا، دو آب‌انبار (برکه)، گنبدی مدور، گورستان تاریخی که سنگ نبشته‌های مربوط به هزار سال پیش در آن مشهود است زیارتگاه‌های سید حسن منصور و شیخ اندرآبی در این روستا واقع می‌باشند.

## ورزش
لافت از لحاظ ورزش و پیدایش ورزش در آن بندر یکی از شهرهای قدیمی و معروف جزیره قشم است ، مثل اکثر روستاها که ورزش آنها با فوتبال شناخته می شود بندر لافتم هم مستثنی نیست و تیم فوتبال مهرونی لافت از قدیمی ترین و با افتخار ترین تیمهای جزیره قشم است که موسس آن آقای صالح ملایی معروف به صالح ملا به عنوان پدر فوتبال این بندر تاریخی شناخته میشود.
تیم فوتبال مهرونی لافت ، در سال های اخیر سابقه حضور در لیگ دسته اول و دوم استان هرمزگان،قهرمانی در مسابقات لیگ دسته اول جزیره قشم فصل ۹۶- ۹۷ و کسب مقام نایب قهرمانی در مسابقات فوتبال لیگ برتر جزیره قشم فصل۱۴۰۰-۱۴۰۱ را نیز در کارنامه خود دارد
لافت در حال حاضر داری تیمهای گوناگون ورزشی و دو باشگاه مهرونی لافت و مهتشان لافت میباشد .
در رشته بسکتبال هم لافت از پیشتازان این رشته ورزشی در جزیره قشم میباشد حالا که اسم بسکتبال لافت آمد یادی کنیم از مربی زحمتکش آقای امین شنگرفی ،
والیبال لافت هم از تیمهای قدرتمند قشم میباشد.

............
منتخب بازیکنان لافتی سال 96 که عضو تیم قهرمان فصل ۹۶-۹۷ قشم بودند :

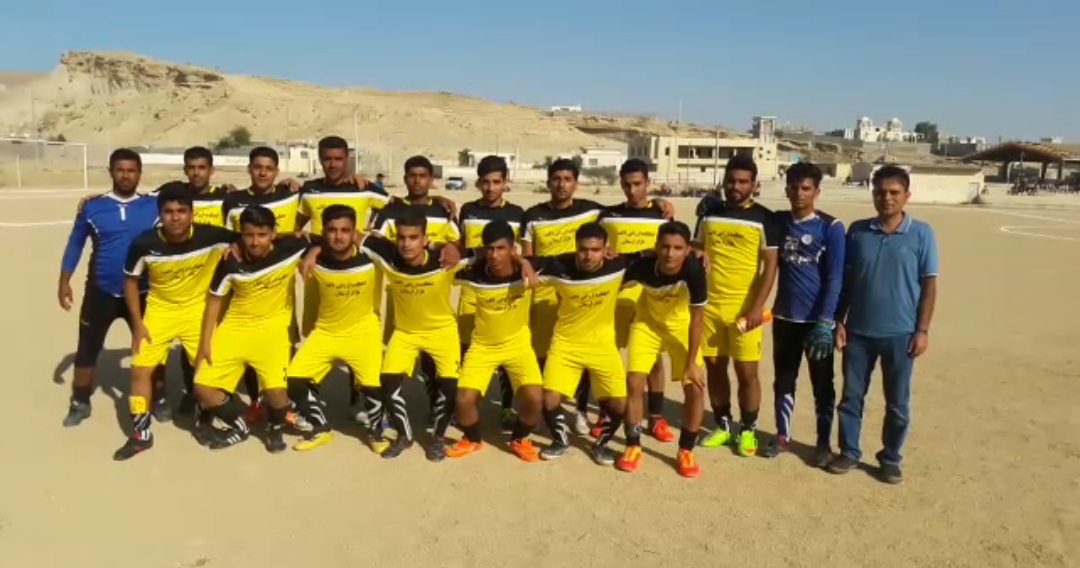
تیم فوتبال مهرونی لافت - لیگ برتر قشم(فصل ۱۳۹۶-۱۳۹۷) کسب مقام قهرمانی

اسامی بازیکنان و کادر فنی تیم فوتبال مهرونی لافت - لیگ برتر قشم(فصل ۱۳۹۶-۱۳۹۷) کسب مقام قهرمانی جزیره قشم:
بازیکنان:

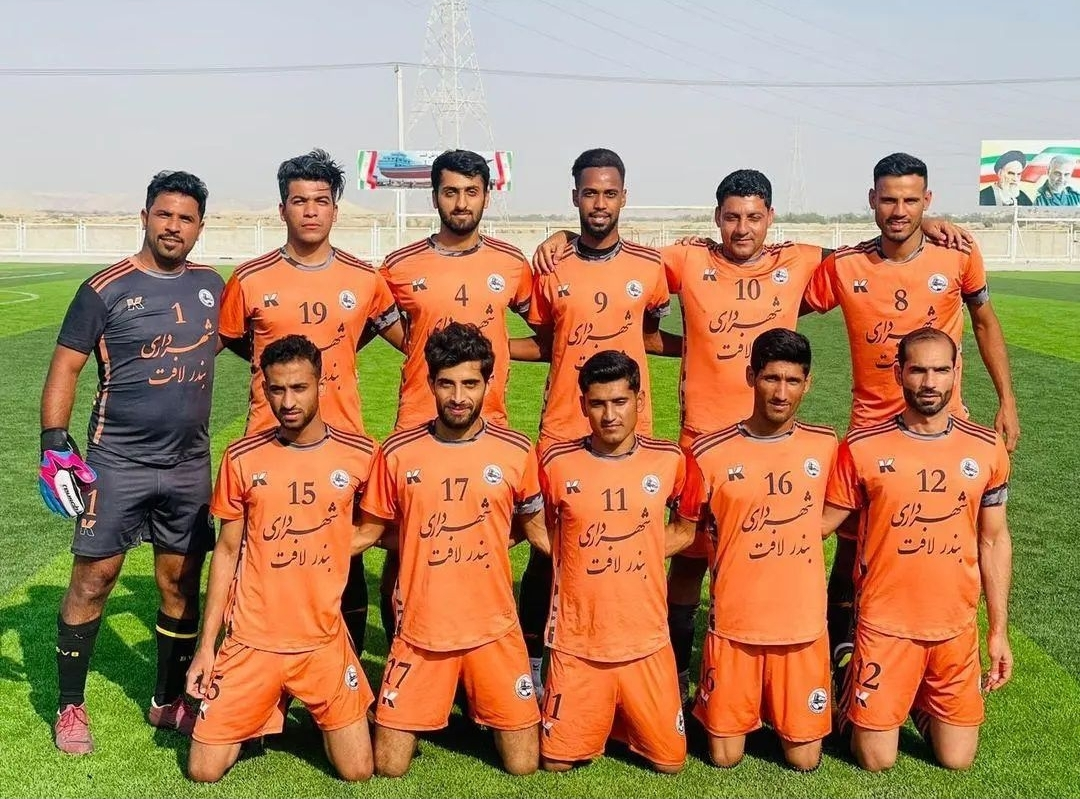
تیم فوتبال مهرونی لافت - لیگ برتر قشم(فصل ۱۴۰۰-۱۴۰۱) کسب مقام نایب قهرمانی

عبدالرحمن سفاری صالح -سید محمد سفاری سید جلال
حمید سفاری محمد محیا-طاهامالکی-مختار سفاری-محمد امین سفاری سلطان-محمد ملایی پلی-ابوبکر شنگرفی-ایوب اسلامی
راشد سفاری-حمید سفاری محمد-قابوس سفاری-عبدالقادر سفاری-عمران ایمانی سلیمان-داریوش سفاری یوسف-محمد سفاری حبیب-جعفر سفاری-محمد سفاری عبدالرحمن-یاسین وزیری-محمد موحدی-محمد ایمانی نژاد احمد-علی ملاحی لافتی-ایمان زهره-عبدالله سفاری-هارون سفاری عبدالله-شمس الدین غریبی
کادر فنی:
مدیرعامل:عبدالستار حمودی
سرمربی:فخرالدین سفاری احمد صالح
مربی:مرحوم ابراهیم دریانورد
مربی دروازبان ها:شمس الدین سفاری
سرپرست:عبدالرحمن سفاری یونس
پزشکیار:نصرالدین سفاری محمد

............
اسامی بازیکنان و کادر فنی تیم فوتبال مهرونی لافت - لیگ برتر قشم(فصل ۱۴۰۰-۱۴۰۱) کسب مقام نایب قهرمانی:
پست:دروازبان
عبدالرحمن سفاری صالح -سید محمد سفاری سید جلال
پست:مدافع
مجید سفاری-آرمین سفاری محمد-حمید سفاری محمد محیا-طاهامالکی-مختار سفاری-محمد امین سفاری سلطان-پوریا زارع زاده-فیصل سلمانی-محمد مالکی طیب
پست:هافبک
راشد سفاری (کاپیتان)-عبدالقادر سفاری - داریوش سفاری -حمید سفاری-محمد سفاری عبدالرحمن-حاتم سفاری صالح-محمدسفاری صالح-محمد نجیب سفاری عبدالمحسن-جعفر سفاری-حسام فولادی زاده-رضا هنرمند  -عبدالله سفاری محمد صالح عبید- محمدایمانی نژاد احمد-محمد سفاری فخرالدین-معراج سفاری فخرالدین-علی ملاحی احمد-منوچهرسفاری احمد
پست:مهاجم
صالح سفاری-محمد سفاری صالح-علیرضا رامشگر
کادر فنی
مدیرعامل: عبدالستار حمودی 
سرمربی فخرالدین سفاری احمد
مربی: سید شمس الدین سفاری 
سرپرست: عبدالرحمان سفاری یونس
پزشکیار: نصرالدین سفاری 
تدارکات: ابوبکر شنگرفی 
مدیر رسانه ای: قابوس سفاری

تیم مهرونی لافت به عنوان نماینده قشم در مسابقات زیرگروه لیگ دو استان هرمزگان / مرداد ۱۳۹۷ :

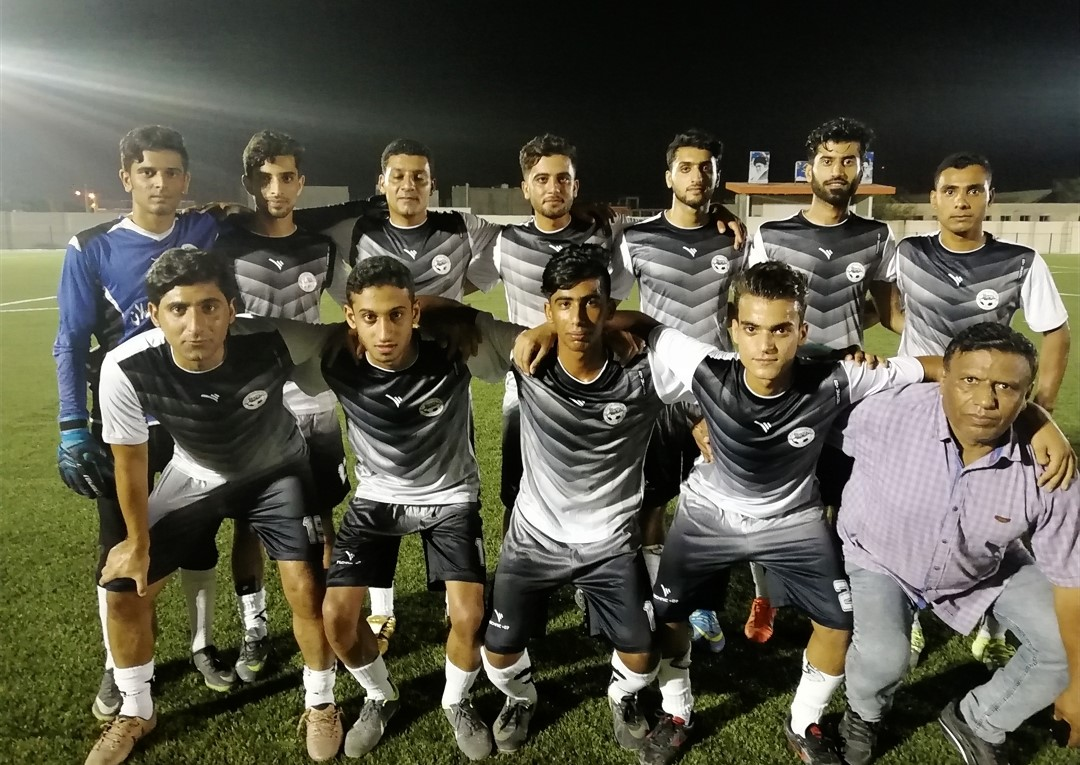
تیم مهرونی لافت به عنوان نماینده قشم در مسابقات زیرگروه لیگ دو استان هرمزگان / مرداد ۱۳۹۷

بهترین برد رسمی تیم مهرونی لافت در سال های اخیر نیز به سال 97 و آخرین فصل برگزاری مسابقات فوتبال قشم با فرمت لیگ دسته اول بر میگردد:
•میثاق مهر گورزین 1
علی چاهو نژاد
•مهرونی لافت 7
صالح سفاری (3)
عادل بروزی (P)
جعفر سفاری
محمد سفاری عبدالرحمن
محمد امین سفاری سلطان
استادیوم تختی قشم

## نگارخانه

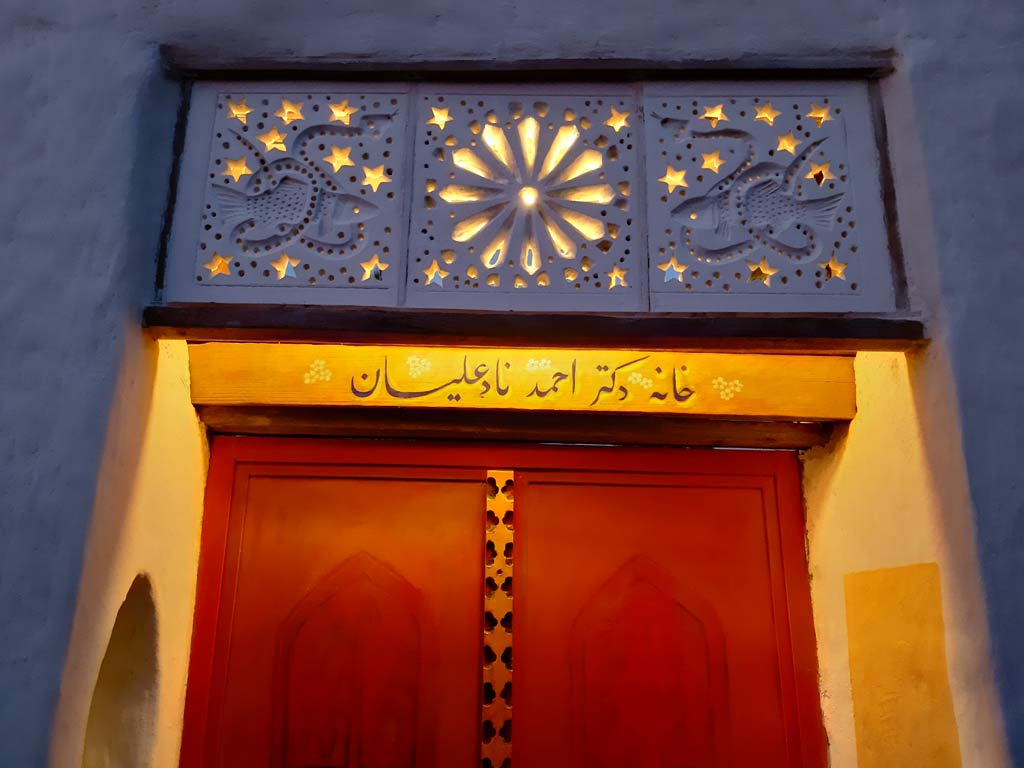
سردر خانه دکتر نادعلیات در لافت
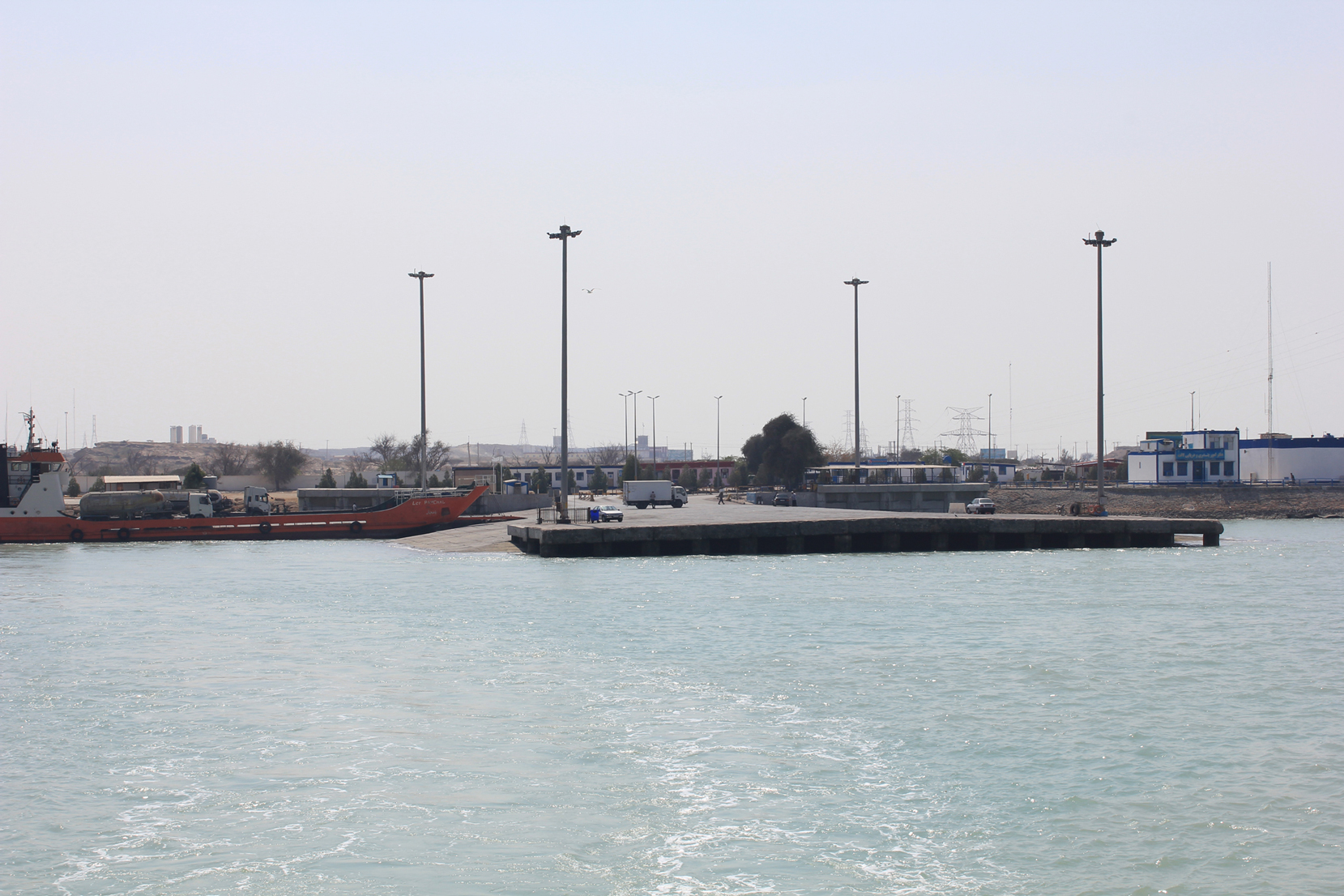
اسکله لافت
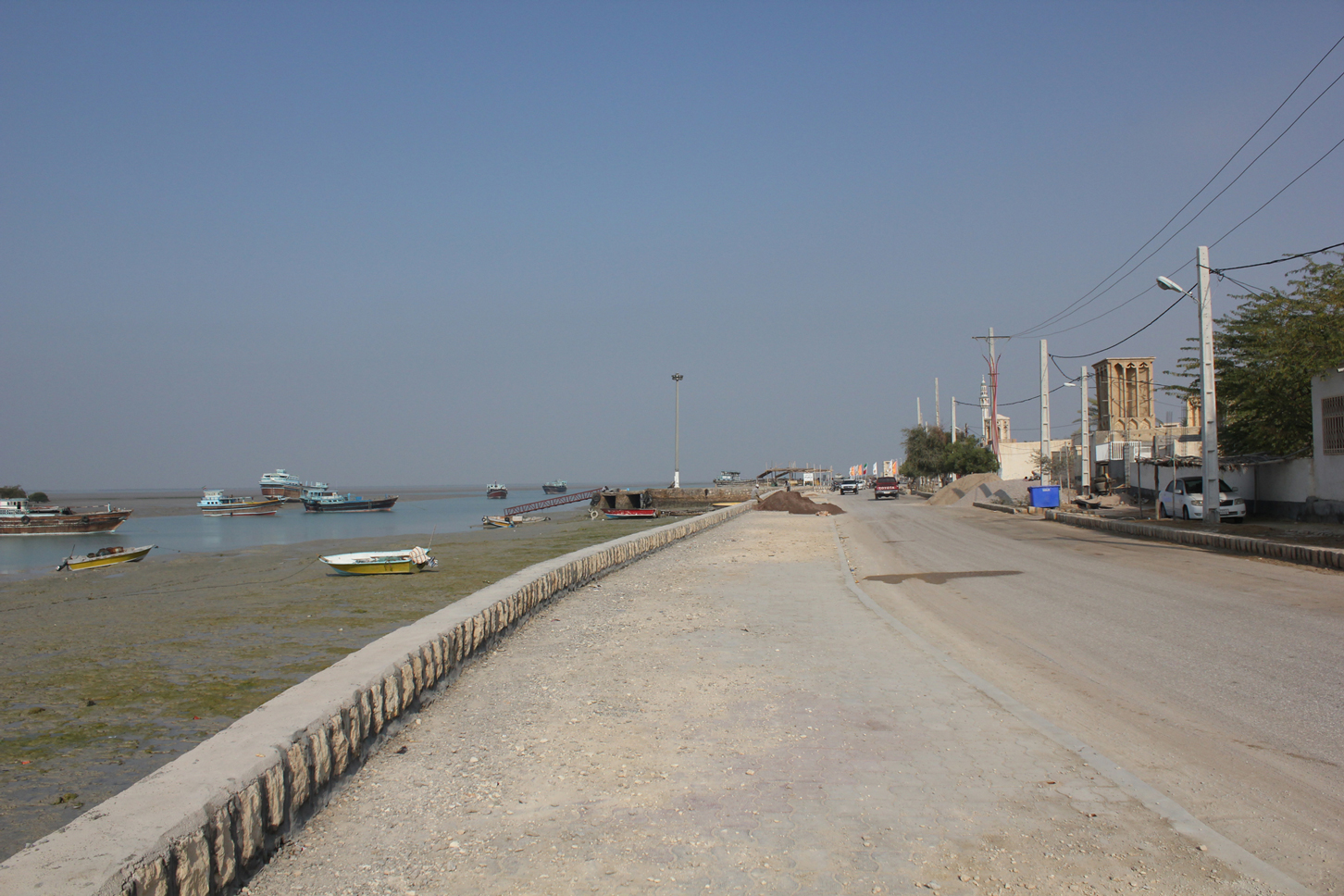
بلوار لافت
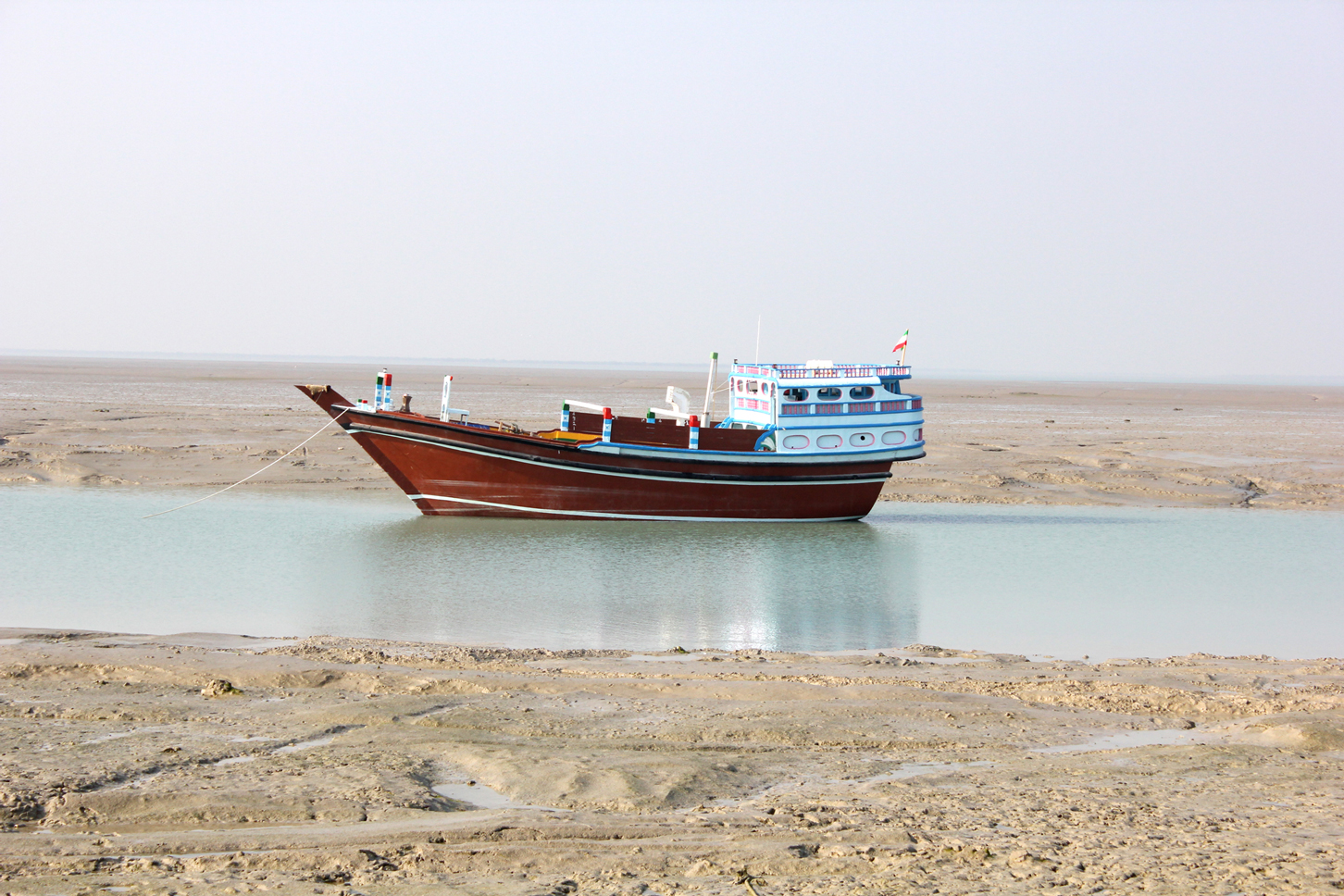
سمبوک
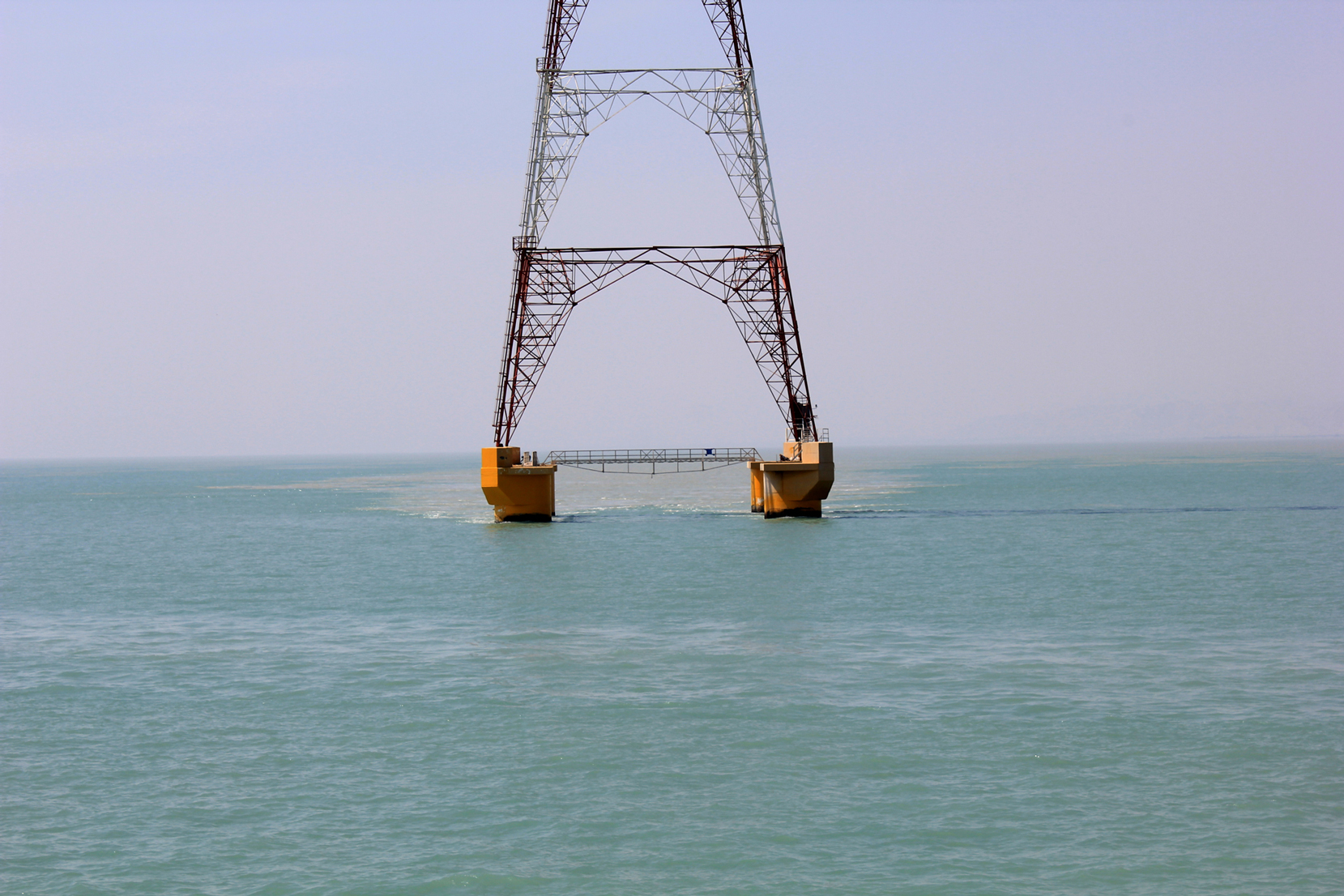
جریان آب در زمان مد بین پل و لافت
ساحل لافت پاسگاه قدیم
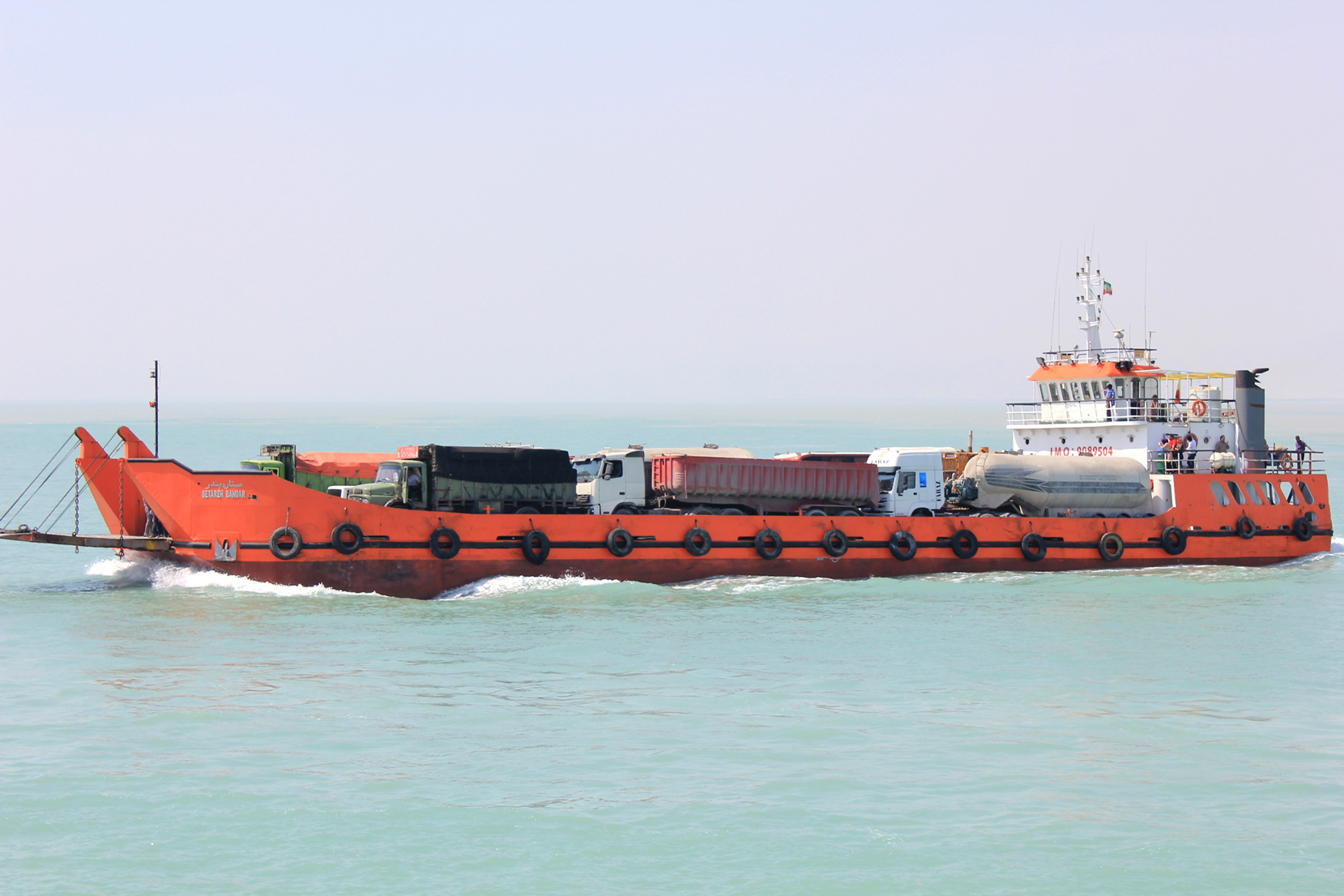
بین پل و لافت
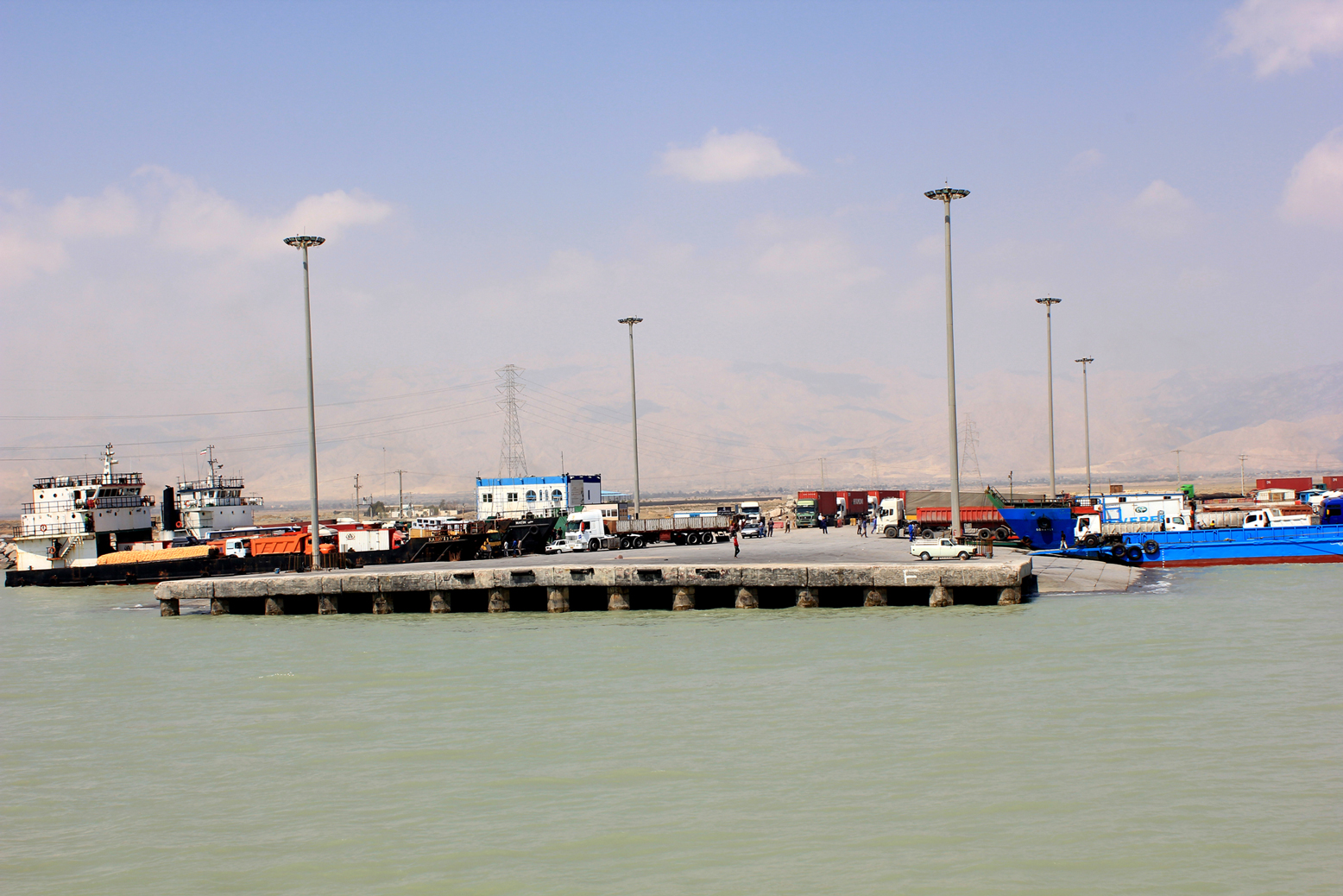
اسکله بندر پل